# 해동여지도
〈해동여지도〉(海東輿地圖)는 국립중앙도서관에 소장되어 있는 한국의 옛 지도로서, 한국을 경위선식으로 표현하여 전국을 하나로 묶은 최초의 지도이다. 2008년 12월 22일 대한민국의 보물 제1593호로 지정되었다.
이 지도는 1777년(정조 1년)부터 1787년(정조 11년) 사이에 제작되었으며, 경위선표를 이용하여 전국 8도의 주현이 표시되어 있다. 남북으로는 함경도를 1로 시작하여 전라도 해남을 118로 삼았으며, 동서로는 함경도를 역시 1로 시작하여 평안도가 76으로 되어 있다. 우리나라를 76개의 가로 방안과 118개의 세로 방안 속에 넣어 경위도식으로 표현하였다.

## 개요
이 지도책은 1-2책은 지도, 3책은 주기로 엮여 있는 지도책이다. 본 지도책은 군현이 작을 경우 20리 방안 간격을 크게, 군현이 큰 경우 20리 방안을 작게 그려 지도책의 크기에 맞추었다. 안동과 충주 부근 등 여러 고을을 하나로 합해 그린 경우도 여러 곳에서 나타나고 있다.
지도책의 제작 연대는 1776년에서 1787년 사이로 추정된다. 이 지도책은 모든 군현에 동일한 축척을 적용한20리 방안의 지도책을 실제 사용하기 쉽도록 재편집했다는 점에서 학술적 가치가 크다. 또한 이지도책은 20리 방안의 군현지도가 김정호의 청구도 등 대축척 조선지도로 이어지는 중간 단계의 역할을 했다는 점에서 주목을 할 만 하다. 또한 동일 형식의 지도책이 아직까지 발견되고 있지 않다는 점에서도 그 가치가 크다.

## 참고 문헌
- 해동여지도 - 국가유산청 국가유산포털